# يان أوربان
يان أوربان (مواليد 14 مايو 1962) هو لاعب كرة قدم. يلعب مع منتخب بولندا لكرة القدم. سبق له أن لعب في كأس العالم لكرة القدم مع منتخب بلاده.

## مسيرته الكروية
لعب يان أوربان خلال مسيرته الاحترافية مع 6 أندية في تسعة عشر موسمًا وسجل خلالها 139 هدف ضمن 489 مباراة. ولم يفز بأي موسم بالكأس وفاز في ثلاثة مواسم بالدوري.
خاض يان أوربان مسيرته مع نادي زاغليبي سوسنويتش في موسم 1981–82 ليلعب معه أربعة مواسم، مشاركًا في 113 مباراة سجل خلالها 23 هدفًا. ثم انتقل إلى نادي غورنيك زابجه في موسم 1985–86 في المرة الأولى ليلعب معه خمسة مواسم ثم في موسم 1997–98 لمدة موسم واحد، حيث شارك طوالها في 135 مباراة سجل خلالها 55 هدفًا. لينتقل بعدها إلى نادي أوساسونا في موسم 1989–90 ليلعب معه ستة مواسم، مشاركًا في 168 مباراة سجل خلالها 49 هدفًا. ثم انتقل إلى نادي ريال بلد الوليد في موسم 1994–95 لمدة موسم واحد، مشاركًا في 21 مباراة سجل خلالها 3 أهداف. هذا وانتقل لاحقًا إلى نادي ديبورتيفو طليطلة في موسم 1995–96 لمدة موسم واحد، مشاركًا في 33 مباراة سجل خلالها 6 أهداف. ثم انتقل بعدها إلى VfB Oldenburg ‏ في موسم 1996–97 لمدة موسم واحد، مشاركًا في 19 مباراة سجل خلالها 3 أهداف.

## روابط خارجية
- يان أوربان على موقع الاتحاد الدولي (مؤرشف)  (الإنجليزية)
- يان أوربان على موقع الاتحاد الأوربي (الإنجليزية)
- يان أوربان على موقع قاعدة بيانات كرة القدم.إي يو (الإنجليزية)
- يان أوربان على موقع بيانات كرة القدم. دي إي (الألمانية)
- يان أوربان على موقع ناشيونال فوتبول تيمز (الإنجليزية)
- يان أوربان على موقع عالم كرة القدم.نت (الإنجليزية)
- يان أوربان على موقع كووورة